# Описаний чотирикутник

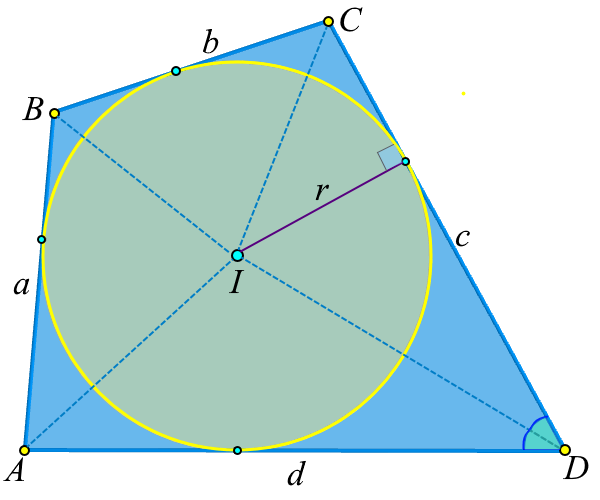
Чотирикутник, описаний навколо кола.

В Евклідовій геометрії описаний чотирикутник:стор.54 — опуклий чотирикутник, усі сторони якого є дотичними до кола, розташованого всередині чотирикутника. Також має назву дотичний чотирикутник (англ. tangential quadrilateral).:стор.65
Саме коло називається вписаним колом чотирикутника, а його центр I — інцентром.
Центр вписаного в чотирикутник кола лежить на перетині бісектрис чотирьох його внутрішніх кутів.
Описаний чотирикутник є окремим випадком описаного багатокутника.

## Особливі випадки
Не кожен чотирикутник можна описати навколо кола. Прикладом чотирикутника, який не можна описати навколо кола, є прямокутник, який не є квадратом.
Будь-який дельтоїд (в тому числі і ромб, квадрат) можна описати навколо кола.:стор.55 Дельтоїди також є зовні-описаними чотирикутниками, та чотирикутниками з перпендикулярними діагоналями (ортодіагональними).
В трапецію можна вписати коло, якщо сума довжин її основ рівна сумі довжин її бокових сторін.
Біцентричний чотирикутник — це вписаний чотирикутник, який також є описаним. Прикладом може бути прямокутний дельтоїд, або рівнобічна трапеція, у якої висота є середнім геометричним між її основами.

## Умови, за яких чотирикутник є описаним
У цьому розділі наведено необхідні та достатні умови, щоб чотирикутник був описаним.
- Опуклий чотирикутник можна описати тоді й лише тоді, коли чотири бісектриси його внутрішніх кутів є конкурентними, тобто, перетинаються в одній точці.[4]:стор.62

Ця спільна точка є центром вписаного кола. Також в цій точці перетинаються бісектриси внутрішніх кутів, утворених при перетині прямих, що містять протилежні сторони чотирикутника.
- Сума протилежних сторін.

Згідно з теоремою Піто::стор.55; :стор.62-64;  :стор.27-28; 
Опуклий чотирикутник ABCD з послідовними сторонами a, b, c, d можна описати навколо кола тоді і лише тоді, коли суми його протилежних сторін рівні.
{\displaystyle a+c=b+d}
Те, що це твердження є також і достатньою умовою, було доведено Якобом Штейнером у 1846 році.
Має місце і зворотня теорема, яка запропонована також Я.Штейнером:стор.64. теорема 10.4 :
Якщо суми протилежних сторін чотирикутника рівні, то цей чотирикутник є описаним навколо деякого кола.

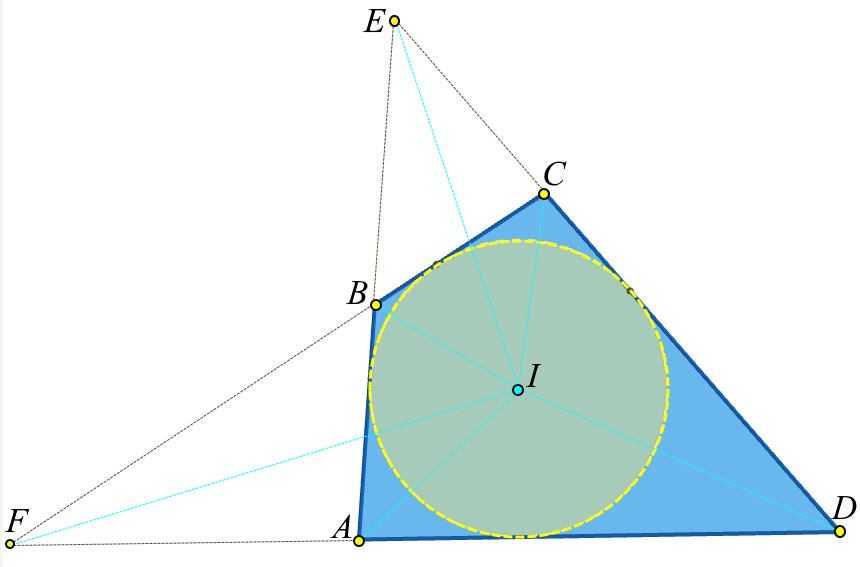
Перетин протилежних сторін описаного чотирикутника

- Якщо протилежні сторони опуклого чотирикутника ABCD, який не є трапецією, перетинаються в точках E та F (прямі АВ і CD перетинаються в E, а прямі AD і BC перетинаються в F), то чотирикутник є описаним тоді і лише тоді, коли:[4]:стор.64-65;

{\displaystyle \displaystyle BE+BF=DE+DF}
або
{\displaystyle \displaystyle AF-AE=CF-CE}

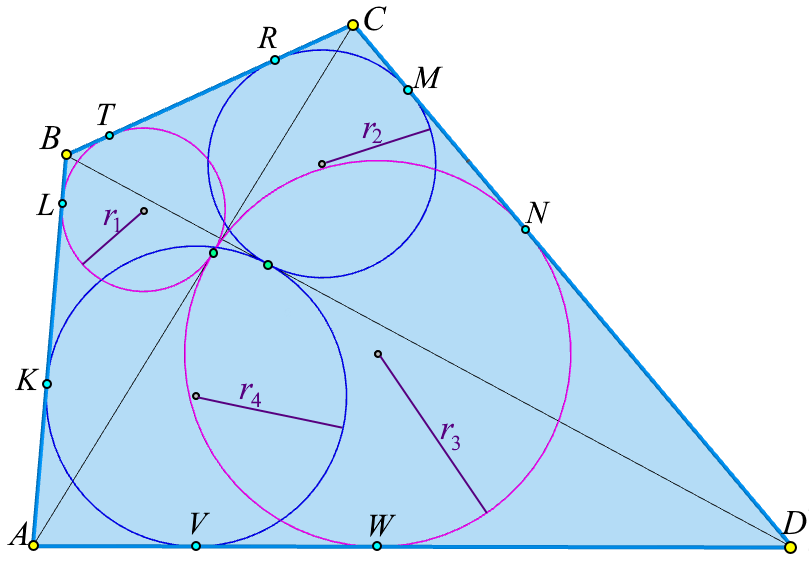
Вписані кола в трикутники, утворені при перетині діагоналей

- Ще одна необхідна і достатня умова полягає в тому, що опуклий чотирикутник ABCD є описаним тоді і тільки тоді, коли кола, вписані в два трикутники ABC і ADC (або ABD i BCD), дотичні одне до одного.[6]:стор.66-67;

- Діагоналі опуклого чотирикутника ABCD при перетині ділять його на чотири трикутники ∆ABD, ∆ABC , ∆BCD, ∆ACD. Кола, вписані в ці трикутники, дотикаються до сторін чотирикутника у восьми точках, по дві на кожну сторону. Чотирикутник є описаним чотирикутником тоді і тільки тоді, коли суми відстаней між точками дотику на протилежних сторонах чотирикутника рівні:[6]:стор.68

{\displaystyle \displaystyle KL+MN=TR+VW}
- У 1954 році Маріус Йосіфеску (Marius Iosifescu) довів, що опуклий чотирикутник має вписане коло тоді і тільки тоді, коли[8]
{\displaystyle \tan {\frac {\angle ABD}{2}}\cdot \tan {\frac {\angle BDC}{2}}=\tan {\frac {\angle ADB}{2}}\cdot \tan {\frac {\angle DBC}{2}}.}

Вписані ззовні кола опуклого чотирикутника ABCD

- Крім того, опуклий чотирикутник з послідовними сторонами a, b, c, d є описаним тоді і тільки тоді, коли:

{\displaystyle R_{a}R_{c}=R_{b}R_{d}}
де Ra, Rb, Rc, Rd — радіуси вписаних ззовні кіл чотирикутника ABCD, які зовнішньо дотикаються до сторін a, b, c, d відповідно, і продовжень двох суміжних сторін для кожної сторони.:стор.72

## Формули для описаного чотирикутника

### Площа

#### Нетригонометричні формули
- Площу описаного чотирикутника ABCD зі сторонами a, b, c, d можна знайти за формулою:

{\displaystyle S=r\cdot p,}
де r — радіус вписаного кола, {\displaystyle p={\frac {a+b+c+d}{2}}} — півпериметр чотирикутника ABCD.
Ця формула площі справедлива для всіх описаних багатокутників.
- Формула площі описаного чотирикутника ABCD через його сторони a, b, c, d та діагоналі p та q:[5]:стор.29 ;

{\displaystyle S={\tfrac {1}{2}}{\sqrt {p^{2}q^{2}-(ac-bd)^{2}}}}
- Формула площі описаного чотирикутника ABCD через довжини дотичних відрізків e, f, g, h:[3]:стор.119 ;

{\displaystyle S={\sqrt {(e+f+g+h)(efg+fgh+ghe+hef)}}.}
- А також: [3]:стор.128 ;

{\displaystyle S={\sqrt {abcd-(eg-fh)^{2}}}.}
Оскільки {\displaystyle e\cdot g=f\cdot h} тоді і тільки тоді, коли описаний чотирикутник ABCD також є вписаним, тобто ABCD — біцентричний:стор.104 ; , то з формули видно, що описаний чотирикутник має максимальну площу {\displaystyle S={\sqrt {abcd}}.} тоді і тільки тоді, коли він є біцентричним.

#### Тригонометричні формули
- Формула площі описаного чотирикутника ABCD через його сторони a, b, c, d та два протилежних кута:[5]:стор.28 ;[11][12]:стор.24, теорема12 ;[13]:стор.156–157 ;

{\displaystyle S={\sqrt {abcd}}\cdot \sin {\frac {A+C}{2}}={\sqrt {abcd}}\cdot \sin {\frac {B+D}{2}}.}
Для заданих довжин сторін площа є максимальною, коли чотирикутник також є вписаним і, отже, біцентричним чотирикутником. Для нього: {\displaystyle \sin {\frac {A+C}{2}}=\sin {\frac {B+D}{2}}=\sin 90^{\circ }=1}, а отже, {\displaystyle S={\sqrt {abcd}}}
- Формула площі описаного чотирикутника ABCD через дві сусідні сторони та два протилежних кута:[5]: стор.30

{\displaystyle S=ab\sin {\frac {B}{2}}\csc {\frac {D}{2}}\sin {\frac {B+D}{2}}.}
- Формула площі описаного чотирикутника ABCD через сторони a, b, c, d та кут між діагоналями:[5]: стор.29

{\displaystyle S={\tfrac {1}{2}}|(ac-bd)\tan {\theta }|}
Цю формулу не можна використовувати для дельтоїдів, оскільки в них діагоналі перпендикулярні: θ = 90°, і функція тангенса не визначена.
- Формула площі описаного чотирикутника ABCD через відстані від його вершин до центра вписаного кола I та два протилежних кута:[12]:стор.19

{\displaystyle S=\left(IA\cdot IC+IB\cdot ID\right)\sin {\frac {A+C}{2}}}

### Нерівності, пов'язані з площею
Як опосередковано зазначено вище, площа описаного чотирикутника зі сторонами a, b, c, d задовольняє нерівності:
{\displaystyle S\leq {\sqrt {abcd}}}
Рівність досягається тільки для біцентричного чотирикутника.
За Т. А. Івановою (1976 р.), півпериметр p описаного чотирикутника задовольняє нерівності:
{\displaystyle p\geq 4r}
де r — радіус вписаного кола. Рівність досягається тоді і тільки тоді, коли чотирикутник є квадратом.
Це означає, що для площі K = r p існує нерівність
{\displaystyle S\geq 4r^{2}}
де рівність досягається тоді і тільки тоді, коли описаний чотирикутник є квадратом.

### Радіус вписаного кола
Радіус вписаного кола описаного чотирикутника ABCD зі сторонами a, b, c, d та площею S, можна обчислити за формулою: :стор.28
{\displaystyle r={\frac {S}{p}}={\frac {S}{a+c}}={\frac {S}{b+d}}}
Описаний чотирикутник з даними сторонами має максимальний радіус вписаного кола, якщо чотирикутник є одночасно і вписаним (тобто біцентричним).

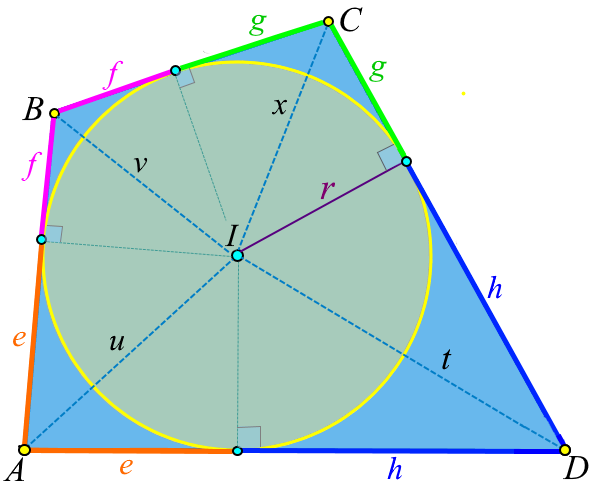
Дотичні відрізки до вписаного в чотирикутник кола

Радіус вписаного кола також можна виразити через відстані від центру кола I до вершин описаного чотирикутника ABCD. Якщо u = AI, v = BI, x = CI і t = DI, то:
{\displaystyle r=2{\sqrt {\frac {(\sigma -u\cdot v\cdot x)(\sigma -v\cdot x\cdot t)(\sigma -x\cdot t\cdot u)(\sigma -t\cdot u\cdot v)}{u\cdot v\cdot x\cdot t\cdot (u\cdot v+x\cdot t)(u\cdot x+v\cdot t)(u\cdot t+v\cdot x)}}}}
де {\displaystyle \sigma ={\tfrac {1}{2}}(u\cdot v\cdot x+v\cdot x\cdot t+x\cdot t\cdot u+t\cdot u\cdot v)}.
Радіус вписаного кола описаного чотирикутника ABCD через довжини дотичних відрізків e, f, g, h::стор.104, Лемма2 ;
{\displaystyle \displaystyle r={\sqrt {\frac {efg+fgh+ghe+hef}{e+f+g+h}}}.}

### Діагоналі описаного чотирикутника
Якщо e, f, g та h — довжини дотичних до вписаного кола з вершин описаного чотирикутника A, B, C та D відповідно, а p = AC та q = BD — його діагоналі, то::Лемма 3
{\displaystyle \displaystyle p={\sqrt {{\frac {e+g}{f+h}}{\Big (}(e+g)(f+h)+4fh{\Big )}}},}
{\displaystyle \displaystyle q={\sqrt {{\frac {f+h}{e+g}}{\Big (}(e+g)(f+h)+4eg{\Big )}}}.}

### Формули кутів
Якщо e, f, g та h — довжини дотичних до вписаного кола з вершин описаного чотирикутника A, B, C та D відповідно, то кути чотирикутника можна знайти за формулами: : стор.126
{\displaystyle \sin {\frac {A}{2}}={\sqrt {\frac {efg+fgh+ghe+hef}{(e+f)(e+g)(e+h)}}},}
{\displaystyle \sin {\frac {B}{2}}={\sqrt {\frac {efg+fgh+ghe+hef}{(f+e)(f+g)(f+h)}}},}
{\displaystyle \sin {\frac {C}{2}}={\sqrt {\frac {efg+fgh+ghe+hef}{(g+e)(g+f)(g+h)}}},}
{\displaystyle \sin {\frac {D}{2}}={\sqrt {\frac {efg+fgh+ghe+hef}{(h+e)(h+f)(h+g)}}}.}

### Чотирикутник, утворений точками дотику вписаного кола до сторін описаного чотирикутника

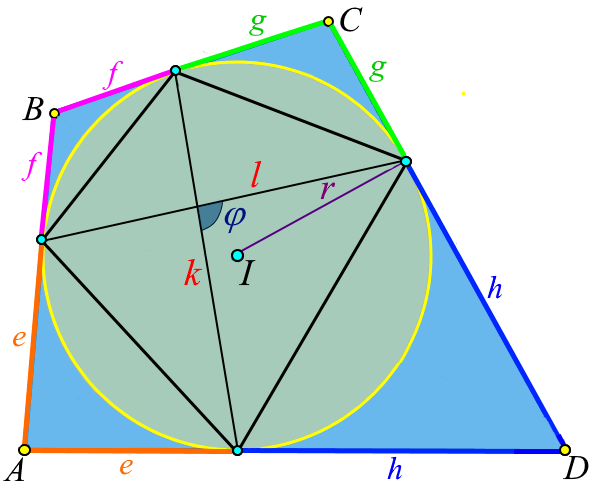
Чотирикутник, утворений точками дотику вписаного кола до сторін чотирикутника.

Вписане в чотирикутник ABCD коло торкається до його сторін в чотирьох точках. Ці чотири точки формують новий чотирикутник усередині початкового, який є вписаним у вписане коло початкового чотирикутника.
Дві хорди («k» і «l» на малюнку) вписаного кола чотирикутника ABCD, що сполучають точки дотику вписаного кола на протилежних сторонах описаного чотирикутника, також є діагоналями контактного чотирикутника.
Довжини цих хорд: : стор.120
{\displaystyle \displaystyle k={\frac {2(efg+fgh+ghe+hef)}{\sqrt {(e+f)(g+h)(e+g)(f+h)}}},}
{\displaystyle \displaystyle l={\frac {2(efg+fgh+ghe+hef)}{\sqrt {(e+h)(f+g)(e+g)(f+h)}}}}
де хорда довжиною k сполучає сторони чотирикутника a = e + f і c = g + h, а хорда довжиною l — сторони чотирикутника b = f + g і d = h + e.
Кут між хордами вписаного кола k та l : : стор.123
{\displaystyle \sin {\varphi }={\sqrt {\frac {(e+f+g+h)(efg+fgh+ghe+hef)}{(e+f)(f+g)(g+h)(h+e)}}}.}
де e, f, g та h довжини дотичних до вписаного кола з вершин описаного чотирикутника A, B, C та D відповідно.
Відношення квадратів довжин цих хорд: : стор.122
{\displaystyle {\frac {k^{2}}{l^{2}}}={\frac {bd}{ac}}.}
Хорди k та l:
- перпендикулярні тоді і тільки тоді, коли описаний чотирикутник ABCD також є вписаним (тобто біцентричним).[3]:стор.124

- мають однакову довжину тоді і тільки тоді, коли описаний чотирикутник ABCD є дельтоїдом.[2]:стор.166

Якщо описаний чотирикутник ABCD має точки дотику W до AB і Y до CD, і якщо хорда WY перетинає діагональ BD у точці M, то відношення довжин дотичних {\displaystyle {\tfrac {BW}{DY}}} дорівнює відношенню {\displaystyle {\tfrac {BM}{DM}}}відрізків діагоналі BD.

## Властивості

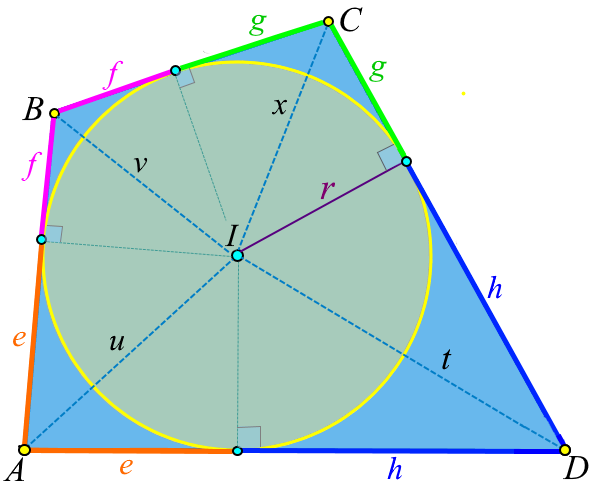
Описаний чотирикутник та його вписане коло радіусом r

1. Якщо чотирикутник описано навколо кола, то існує точка, рівновіддалена від усіх його сторін (центр вписаного кола). Щоб знайти цю точку, достатньо знайти точку перетину бісектрис двох сусідніх кутів цього чотирикутника.
2. Всі сторони описаного чотирикутника є дотичними до кола
3. Перпендикуляр, опущений з центра вписаного кола на будь-яку сторону описаного чотирикутника дорівнює радіусу кола.
4. Відрізки дотичних до вписаного кола, проведені з однієї вершини, рівні.
5. Чотири відрізки між центром вписаного кола та точками дотику до чотирикутника розділяють чотирикутник на чотири прямокутних дельтоїда .
6. Якщо пряма розділяє описаний чотирикутник на два багатокутника з рівними площами та рівними периметрами, то ця пряма проходить через центр вписаного кола.[4]

### Колінеарні точки

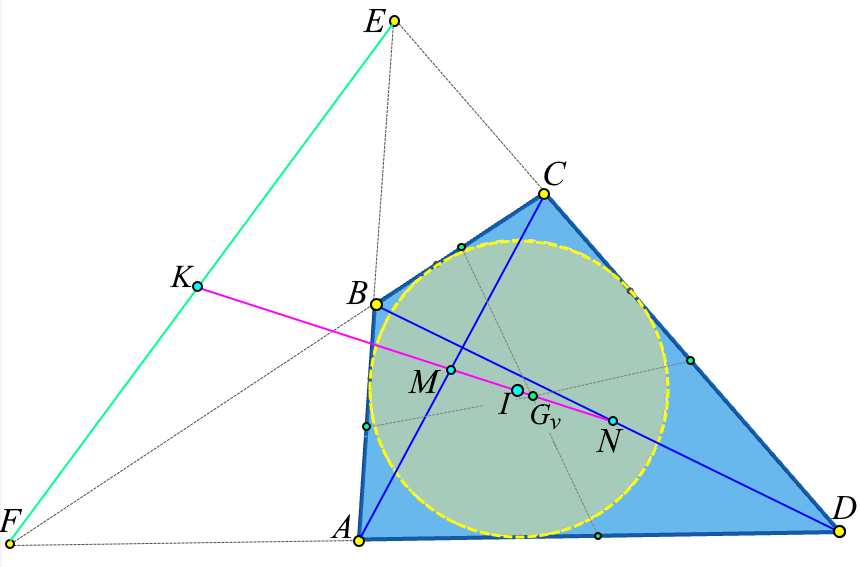
Пряма Ньютона

Нехай точки M та N — середини діагоналей описаного чотирикутника ABCD , I — центр його вписаного кола, точка K — центр відрізка FE, який сполучає точки перетину прямих, що містять протилежні сторони чотирикутника. Тоді, точки M, N, K та I є колінеарними, тобто лежать на одній прямій.:стор.42-43 ; Ця пряма називається прямою Ньютона чотирикутника ABCD.
Також на цій прямій лежить вершинний центроїд Gv чотирикутника ABCD (точка перетину бімедіан чотирикутника; центр тяжіння рівних мас, зосереджених у вершинах чотирикутника), причому точка Gv знаходиться в середині відрізка MN.
Якщо прямі, що містять протилежні сторони описаного чотирикутника ABCD перетинаються в точках F та E, а прямі, що містять протилежні сторони чотирикутника, сформованого точками дотику вписаного кола до сторін ABCD, перетинаються в точках L та M, то чотири точки F, E, L і M колінеарні.:стор.169, Наслідок 3

Ортоцентри чотирьох трикутників та точка перетину діагоналей описаного чотирикутника колінеарні

Якщо вписане коло дотикається до сторін AB, BC, CD, DA у точках T1, T2, T3, T4 відповідно, і якщо N1, N2, N3, N4 є ізотомічно спряженими точками цих точок відносно відповідних сторін (тобто , AT1 = BN1 і так далі), то точка Нагеля описаного чотирикутника визначається як перетин прямих N1N3 та N2N4. Обидві ці лінії ділять периметр чотирикутника навпіл.
Що ще важливіше, точка Нагеля N, «центроїд площі» G і центр вписаного кола I колінеарні в цьому порядку, і NG = 2GI.
Ця пряма називається лінією Нагеля описаного чотирикутника.
В описаному чотирикутнику ABCD із центром вписаного кола I, діагоналі перетинаються в точці P.

Нехай HX, HY, HZ, HW — ортоцентри трикутників AIB, BIC, CID, DIA. Тоді точки P, HX, HY, HZ, HW колінеарні.::стор.33, теорема18 ;

### Конкурентні прямі
Дві діагоналі описаного чотирикутника та дві хорди вписаного кола, що сполучають точки дотику на протилежних сторонах є конкурентні, тобто перетинаються в одні точці.:стор.11

Один із способів довести це — граничний випадок теореми Бріаншона, яка стверджує, що шестикутник, усі сторони якого є дотичними до однієї коніки має три діагоналі, які перетинаються в одній точці. З описаного чотирикутника можна сформувати шестикутник із двома кутами 180°, розмістивши дві нові вершини у двох протилежних точках дотику; усі шість сторін цього шестикутника лежать на прямих, дотичних до вписаного кола, тому його діагоналі перетинаються в одній точці. Але дві з цих діагоналей збігаються з діагоналями описаного чотирикутника, а третя діагональ шестикутника є прямою, що проходить через дві протилежні точки дотику. Аналогічно доводиться перетин з хордою, що сполучає дві інші точки дотику.
Якщо продовження протилежних сторін описаного чотирикутника перетинаються в точках F і E, а діагоналі перетинаються в точці P, то пряма FE перпендикулярна до прямої, що містить відрізок IP , де I — центр вписаного кола.:наслідок 4

### Центр вписаного кола
Центр вписаного кола описаного чотирикутника лежить на його прямій Ньютона (пряма, що проходить через середини діагоналей)..:Thm. 3
Якщо I — центр вписаного кола чотирикутника ABCD, то виконуються наступні рівності:
1. Відношення протилежних сторін чотирикутника: :стор.15
{\displaystyle {\frac {AB}{CD}}={\frac {IA\cdot IB}{IC\cdot ID}},\quad \quad {\frac {BC}{DA}}={\frac {IB\cdot IC}{ID\cdot IA}}.}
2. Добуток двох суміжних сторін:
{\displaystyle AB\cdot BC=IB^{2}+{\frac {IA\cdot IB\cdot IC}{ID}}.}
3. Також::стор.16
{\displaystyle IA\cdot IC+IB\cdot ID={\sqrt {AB\cdot BC\cdot CD\cdot DA}}.}
4. Центр вписаного кола I в описаному чотирикутнику ABCD збігається з «центроїдом вершин» чотирикутника тоді і тільки тоді, коли::стор.22
{\displaystyle IA\cdot IC=IB\cdot ID.}
5. Якщо M і N є серединами діагоналей AC і BD відповідно в описаному чотирикутнику ABCD з центром вписаного кола I, тоді:стор.19
{\displaystyle {\frac {IM}{IN}}={\frac {IA\cdot IC}{IB\cdot ID}}={\frac {e+g}{f+h}}}
де e, f, g і h — довжини дотичних в вершинах A, B, C і D  відповідно.
Поєднуючи першу рівність із попередньою властивістю, отримаємо що «центроїд вершини» описаного чотирикутника збігається з центром вписаного кола тоді і тільки тоді, коли центр вписаного кола є серединою відрізка MN, що з'єднує середини діагоналей.
Якщо чотириланковий механізм зроблено у формі описаного чотирикутника, то він залишатиметься описаним при будь-якому положенні його ланок, за умови, що чотирикутник залишається опуклим. (Таким чином, наприклад, якщо квадрат деформується в ромб, він залишається дотичним, хоча до меншого вписаного кола). Якщо одна сторона утримується у фіксованому положенні, то при деформації чотириланкового механізма центр вписаного кола окреслює коло радіусом {\displaystyle {\frac {\sqrt {abcd}}{p}}}, де a, b,c, d — сторони чотирикутника, а «p» — півпериметр.

### Співвідношення у трикутниках, утворених при перетині діагоналей

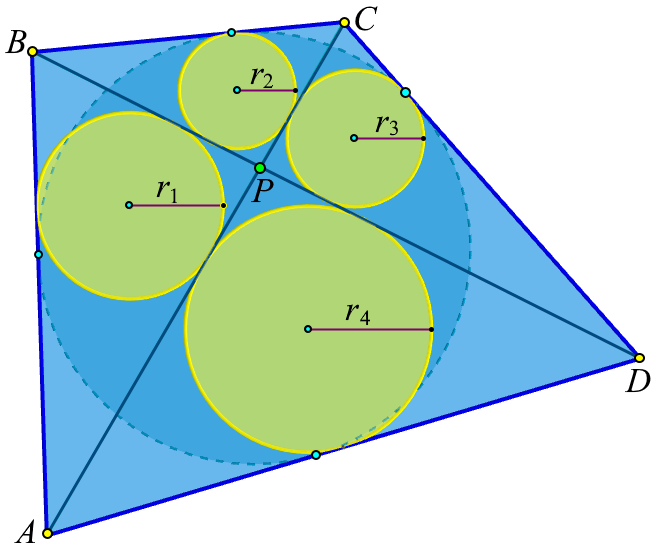
Вписані кола в трикутники, утворені при перетині діагоналей

Діагоналі описаного чотирикутника ABCD перетинаються в точці P, і розбивають його на чотири трикутники APB, BPC, CPD, DPA
Нехай r1, r2, r3, та r4 — радіуси вписаних в ці трикутники кіл. Чао та Симеонов довели, що чотирикутник є описаним тоді і тільки тоді, коли:
{\displaystyle {\frac {1}{r_{1}}}+{\frac {1}{r_{3}}}={\frac {1}{r_{2}}}+{\frac {1}{r_{4}}}.}
Ця властивість була доведена за п'ять років до того Вейштейном .:стор.169
Нехай h1, h2, h3, та h4 — висоти цих же трикутників, проведені з точки P на сторони описаного чотирикутника ABCD. Чотирикутник є описаним тоді і тільки тоді, коли:
{\displaystyle {\frac {1}{h_{1}}}+{\frac {1}{h_{3}}}={\frac {1}{h_{2}}}+{\frac {1}{h_{4}}}.}
Нехай ra, rb, rc, та rd — радіуси зовнівписаних кіл цих же трикутників (кола торкаються до відповідної сторони чотирикутника та продовжень його діагоналей). Чотирикутник є описаним тоді і тільки тоді, коли: :стор.70
{\displaystyle {\frac {1}{r_{a}}}+{\frac {1}{r_{c}}}={\frac {1}{r_{b}}}+{\frac {1}{r_{d}}}.}
Якщо R1, R2, R3, та R4 — радіуси описаних кіл трикутників APB, BPC, CPD, DPA відповідно, то чотирикутник є описаним тоді і тільки тоді, коли::стор. 23–24
{\displaystyle R_{1}+R_{3}=R_{2}+R_{4}.}
У 1996 році Вайнштейн був, мабуть, першим, хто довів ще одну цікаву властивість описаних чотирикутників, яка пізніше з'явилася в кількох журналах і на веб-сайтах. :стор.72-73 В ній стверджується, що центри вписаних кіл у трикутники APB, BPC, CPD, DPA є конциклічними тоді і тільки тоді, коли чотирикутник описаний. Фактично, центри цих вписаних кіл утворюють ортодіагональний вписаний чотирикутник.: :стор.74
Пов'язаним результатом є те, що вписані кола можна замінити на зовнівписані кола до тих самих трикутників (дотичні до сторін чотирикутника та продовжень його діагоналей). Таким чином, опуклий чотирикутник ABCD є описаним тоді і тільки тоді, коли центри зовнівписаних в трикутники APB, BPC, CPD, DPA кіл є вершинами вписаного чотирикутника (тобто лежать на одному колі). : :стор.73
Якщо Ea, Eb, Ec, та Ed центри зовнівписаних кіл в трикутники APB, BPC, CPD, та DPA відповідно, до сторін трикутників, що протилежні вершинам B і D (дотичні до діагоналі чотирикутника ABCD, продовження його сторони та продовження іншої діагоналі), то опуклий чотирикутник ABCD є описаним тоді і тільки тоді, коли точки Ea, Eb, Ec, та Ed лежать на одному колі. : :стор.79
Якщо Ra, Rb, Rc, та Rd — радіуси цих зовнівписаних кіл, то опуклий чотирикутник ABCD є описаним тоді і тільки тоді, коли: :стор.80
{\displaystyle {\frac {1}{R_{a}}}+{\frac {1}{R_{c}}}={\frac {1}{R_{b}}}+{\frac {1}{R_{d}}}.}

Опуклий чотирикутник ABCD є описаним тоді і тільки тоді, коли:
{\displaystyle {\frac {a}{S_{APB}}}+{\frac {c}{S_{CPD}}}={\frac {b}{S_{BPC}}}+{\frac {d}{S_{DPA}}}}
де S — площі відповідних трикутників.

Нехай точка P перетину діагоналей чотирикутника розбиває діагональ АС на відрізки AP = p1 та PC = p2 , а діагональ BD на відрізки BP = q1 та PD = q2. Опуклий чотирикутник ABCD є описаним тоді і тільки тоді, коли виконується рівність:
{\displaystyle ap_{2}q_{2}+cp_{1}q_{1}=bp_{1}q_{2}+dp_{2}q_{1}}
або : :стор.74, теорема 6
{\displaystyle {\frac {(p_{1}+q_{1}-a)(p_{2}+q_{2}-c)}{(p_{1}+q_{1}+a)(p_{2}+q_{2}+c)}}={\frac {(p_{2}+q_{1}-b)(p_{1}+q_{2}-d)}{(p_{2}+q_{1}+b)(p_{1}+q_{2}+d)}}}
або : :стор.77, теорема 8
{\displaystyle {\frac {(a+p_{1}-q_{1})(c+p_{2}-q_{2})}{(a-p_{1}+q_{1})(c-p_{2}+q_{2})}}={\frac {(b+p_{2}-q_{1})(d+p_{1}-q_{2})}{(b-p_{2}+q_{1})(d-p_{1}+q_{2})}}.}

## Умови, за яких описаний чотирикутник є певним видом чотирикутників

### Ромб
Описаний чотирикутник є ромбом тоді і тільки тоді, коли його протилежні кути рівні. Зокрема, якщо протилежні кути прямі, то описаний чотирикутник є квадратом.

### Дельтоїд
Описаний чотирикутник є дельтоїдом тоді і тільки тоді, коли виконується будь-яка з наступних умов:
- Площа дорівнює половині добутку діагоналей.
- Діагоналі перпендикулярні.
- Дві хорди вписаного кола, що з'єднують протилежні точки дотику до сторін чотирикутника, мають однакову довжину.
- Суми довжин дотичних до вписаного кола, що проведені з протилежних вершин рівні.
- Бімедіани чотирикутника рівні.
- Добутки протилежних сторін рівні.
- Центр вписаного кола лежить на діагоналі, яка є віссю симетрії.

### Трапеція
Якщо вписане коло торкається до сторін AB та CD в точках W та Y відповідно, то описаний чотирикутник ABCD є трапецією з паралельними сторонами AB та CD тоді і тільки тоді, коли:Теорема 2
{\displaystyle AW\cdot DY=BW\cdot CY}
а AD та BC є паралельними сторонами трапеції тоді і тільки тоді, коли
{\displaystyle AW\cdot BW=CY\cdot DY.}

### Біцентричний чотирикутник

Біцентричний чотирикутник ABCD: його контактний чотирикутник ортодіагольний.

Нехай вписане коло торкається до сторін чотирикутника AB, BC, CD, DA в точках W, X, Y, Z відповідно, тоді описаний чотирикутник ABCD є також і вписаним (а значить біцентричним) тоді і тільки тоді, коли виконується будь-яка з наступних умов::p.124
- WY перпендикулярний до XZ
- {\displaystyle AW\cdot CY=BW\cdot DY}
- {\displaystyle {\frac {AC}{BD}}={\frac {AW+CY}{BX+DZ}}}

Перша умова з цих трьох означає, що чотирикутник WXYZ є ортодіагональним чотирикутником.

Описаний чотирикутник є біцентричним тоді і тільки тоді, коли радіус його вписаного кола більший за радіус будь-якого іншого описаного чотирикутника з такою ж послідовністю довжин сторін.:pp.392–393